# Rauer
Rauer est une île de la commune de Fredrikstad , dans le comté d'Østfold en Norvège.

## Description
L'île de 2,9 km2 se trouve dans l'Oslofjord extérieur. Rauer est la plus grande des îles le long du côté est de l'Oslofjord, qui est constitué du très rare conglomérat de porphyre rhombique, une roche sédimentaire de l'âge permien qui, en Norvège, ne se trouve que dans le Rift d'Oslo. Le paysage de Rauer est accidenté et, ce n'est qu'au nord-est de l'île qu'il y a une forêt importante.

## Histoire
L'île est entièrement destinée aux forces armées norvégiennes. On y trouve le Fort de Rauøy au sud de l'île, l'un des forts de la forteresse d'Oslofjord, avec le Fort de Bolærne du comté de Vestfold et Telemark. Le 9 avril 1940, Rauøy est rapidement averti de l'attaque allemande par le navire de surveillance HNoMS Pol III (en). Le fort a ouvert le feu, mais sans effet. Il a ensuite été attaqué par les forces d'infanterie allemandes et s'est rendu dans l'après-midi du 10 avril.

### Réserve naturelle
Cinq réserves naturelles distinctes ont été établies sur l'île , toutes créées le 16 avril 2010. La plus grande est la réserve naturelle de Rauer du côté ouest, la plus petite est Bogenlia du côté est.

## Galerie

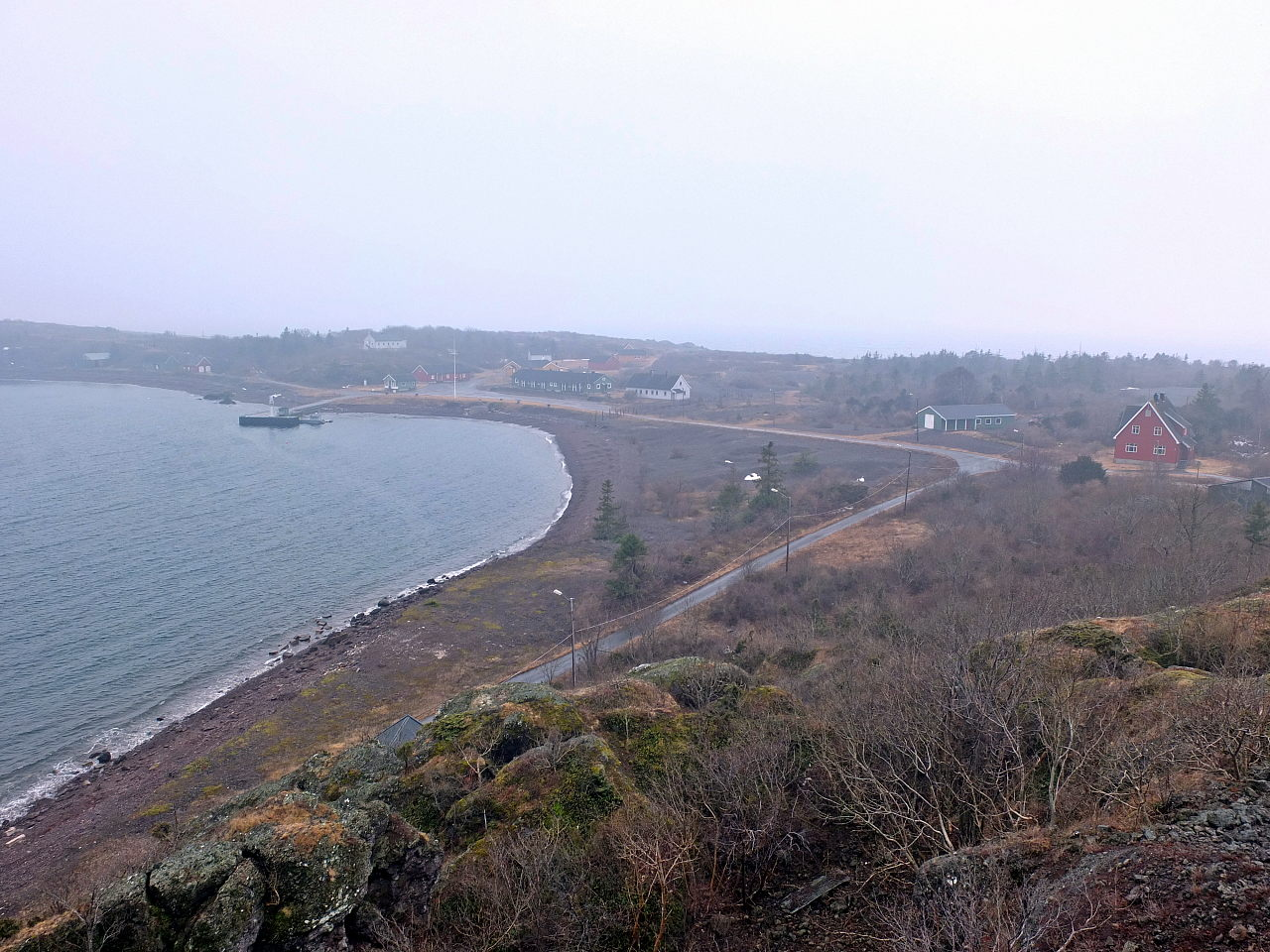
Sud de l'île et le fort
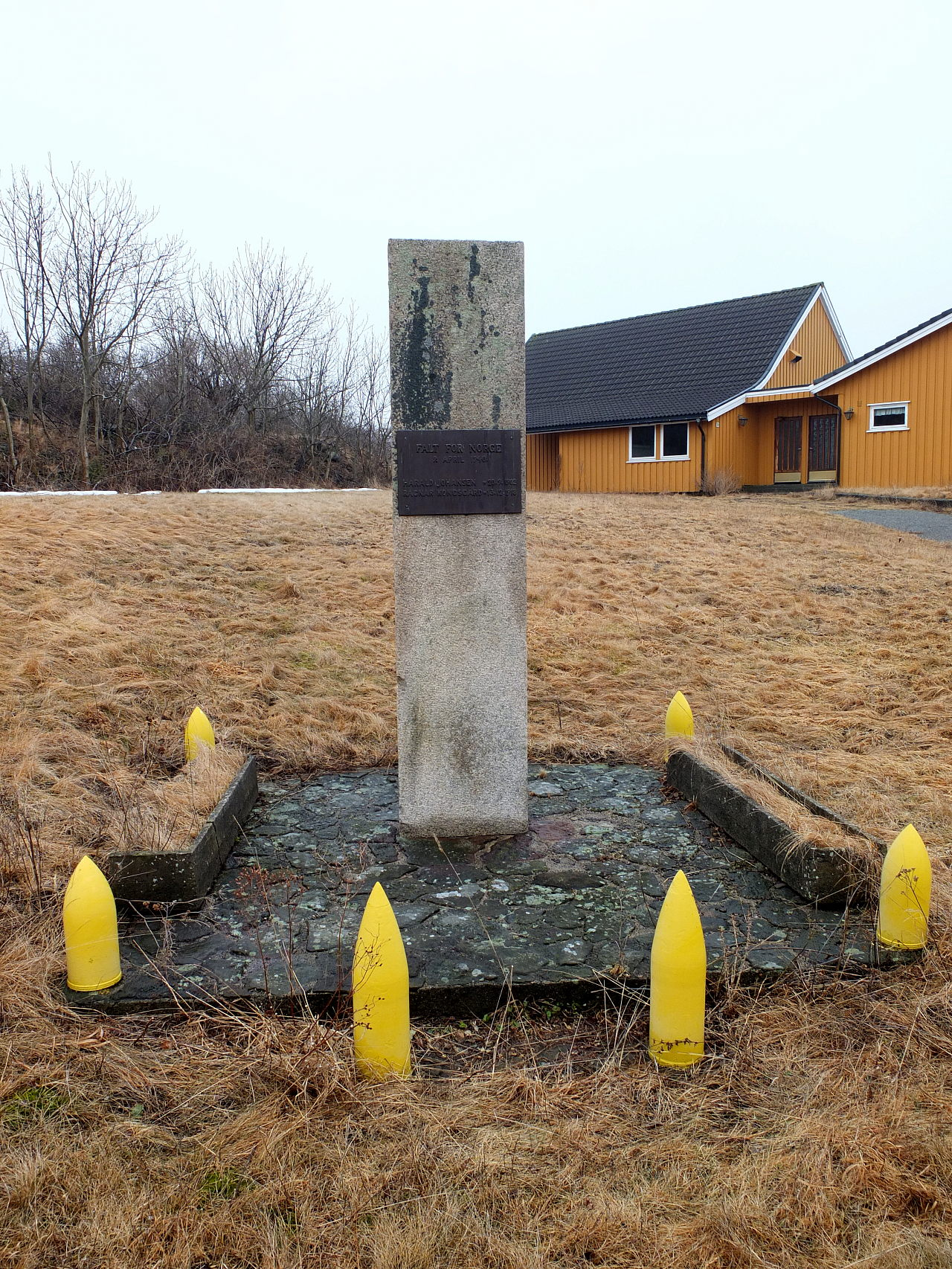
Fort de Rauøy